# Evangelizacija
Evangelizacijom se smatra naviještanje riječju i djelom poruke Isusa Krista nekršćanima, koja se naziva evanđelje ili radosna vijest, kao i stalno ponavljanje Kristove poruke spasenja u propovijedima, svjedočenjima, katehezi i liturgiji onima koji su već kršćani. Glavna je kršćanska misija i poslanje svih kršćana. 
Osim evangelizacije ljudi postoji i evangelizacija kulture. Ona se sastoji u kritičkom prožimanju misli i načina života ljudi, koje izlazi iz života po evanđelju. Evangelizacija se može sastojati iz naviještanja, tumačenja pisma i slavljenja bogoslužja, a može se dogoditi neizravno, svjedočenjem po evanđelju ozbiljno izmijenjena životnog stila. 
Širenje evanđelja nije neko izolirano djelo ili zalaganje pojedinih misionara radi spasa duša pogana u Aziji i Africi.  Naviještanje Božjih objavljenih istina za spasenje čovjeka jest najozbiljnijom zadaćom cijele Crkve - čitavog naroda Božjeg odnosno cjelokupne zajednice vjernika. Prema dekretu Ad gentes br. 35 (usp. Dignitatis humanae 13, Lumen gentium 5), "Cijela Crkva je misionarska, a djelo evangelizacije je temeljna dužnost Božjeg naroda".

## Poveznice
- Kršćanstvo
- Biblija
- Kršćanski simboli
- Teologija
- Katehizacija
- Zajednica Emanuel

| Portal:Kršćanstvo | Portal: Kršćanstvo |